# Tightrope (CHARCOAL FILTERの曲)
「Tightrope」（タイトロープ）は、2000年6月21日にリリースされたCHARCOAL FILTERの4枚目のシングル。

## 概要
- 本作はパワーポップレコーズ・コムではなく、エニックスから、初の8cmシングルで発売された。
- アルバム『Spiky』と同時発売された。
- テレビ東京系アニメ『幻想魔伝 最遊記』エンディングテーマ[1]。ジャケットは同アニメの原作『最遊記』の作者である峰倉かずやが手がけている。

## 収録曲
1. Tightrope
2. Tightrope -Medieval version-
3. Tightrope -Instrumental version-

### クレジット
- 作詞：Yuzo Otsuka
- 作曲：CHARCOAL FILTER
- 編曲：CHARCOAL FILTER（#1）　Aya Itamura（#2）

## 収録アルバム
- Spiky（#1） - 「Album Version」として収録。
- The Best History of CHARCOAL FILTER（#1）